# F359 Vædderen
 For alternative betydninger, se Vædderen (flertydig). (Se også artikler, som begynder med Vædderen)
F359 HDMS VÆDDEREN er den tredje enhed af søværnets inspektionsskibe af THETIS-klassen og er navngivet efter symbolet for Færøerne i kongevåbnet.
Ydereligere detaljer og informationer omkring skibene findes her: THETIS-klassen

## Fakta
- Navngivet af: Daværende lagmand Atli Dam
- Kaldesignal: OUEW (oscar-uniform-echo-whiskey)
- Adoptionsby(er): Odense og Tvøroyri (Tværå)

## Operativt

### November 1993 – januar 1994: Eksportfremstød
I perioden november 1993 til januar 1994 deltog HDMS VÆDDEREN i et eksportfremstød i Østasien på foranledning af konstruktionsfællesskabet bag Thetis-klassen, 'Naval Team Denmark'.

### August 1994: Sydafrika
I august 1994 deltog HDMS VÆDDEREN igen i et eksportfremstød på foranledning af 'Naval Team Denmark', denne gang i Sydafrika.

### August 2006 – April 2007: Galathea 3
Fra august 2006 til april 2007 var HDMS VÆDDEREN udrustet og ombygget til at fungere som platform for den sejlende forskningsekspedition Galathea 3.